# Distretto di Przysucha
Il distretto di Przysucha (in polacco powiat przysuski) è un distretto polacco appartenente al voivodato della Masovia.

## Geografia antropica

### Suddivisioni amministrative
Il distretto comprende 8 comuni.
- Comuni urbano-rurali: Przysucha
- Comuni rurali: Borkowice, Gielniów, Klwów, Odrzywół, Potworów, Rusinów, Wieniawa